# Max Julius Büttner
Max Julius Büttner (* 17. Juni 1866 in Dresden; † 19. Januar 1940 ebenda) war ein deutscher evangelisch-lutherischer Pfarrer und Autor.

## Leben und Wirken
Er war der Sohn des Zoll- und Steuerbeamten Gustav Wilhelm Büttner und kam in der Körnerstraße in Dresden zur Welt. Nach dem Schulbesuch schlug Büttner eine theologische Ausbildung ein und wurde 1894 ordiniert. Nachdem er 1893 bereits erster Nachmittagsprediger in Leipzig war, wurde er 1894 Pfarrer in Lauenstein im Osterzgebi|rge. Als 1903 das Krankenhaus in Dresden-Johannstadt neugegründet wurde, wechselte Büttner an die dortige Anstaltskirche.
In seiner Freizeit betätigte er sich als Buchautor.

## Schriften (Auswahl)
- Frühlingsträume. Lieder aus der Jugendzeit. 1890.
- Die 300. Jubiläumsfeier des Gotteshauses der Kirchfahrt Lauenstein. Glashütte 1902.
- Chronik der alten Bergstadt Lauenstein nebst e. Geschichte d. Burg u. ihrer Besitzer u. d. Beschreibung d. Gotteshauses u. s. Kunstschätze. Leipzig 1902.
- Grundzüge der Geschichte und der Unterscheidungslehren der evangelisch-protestantischen und römisch-katholischen Kirche. Leipzig 1933.